# Kalawy Bay
Kalawy Bay – niewielka zatoka Morza Czerwonego w muhafazie Prowincja Morza Czerwonego w Egipcie, na Riwierze Morza Czerwonego.

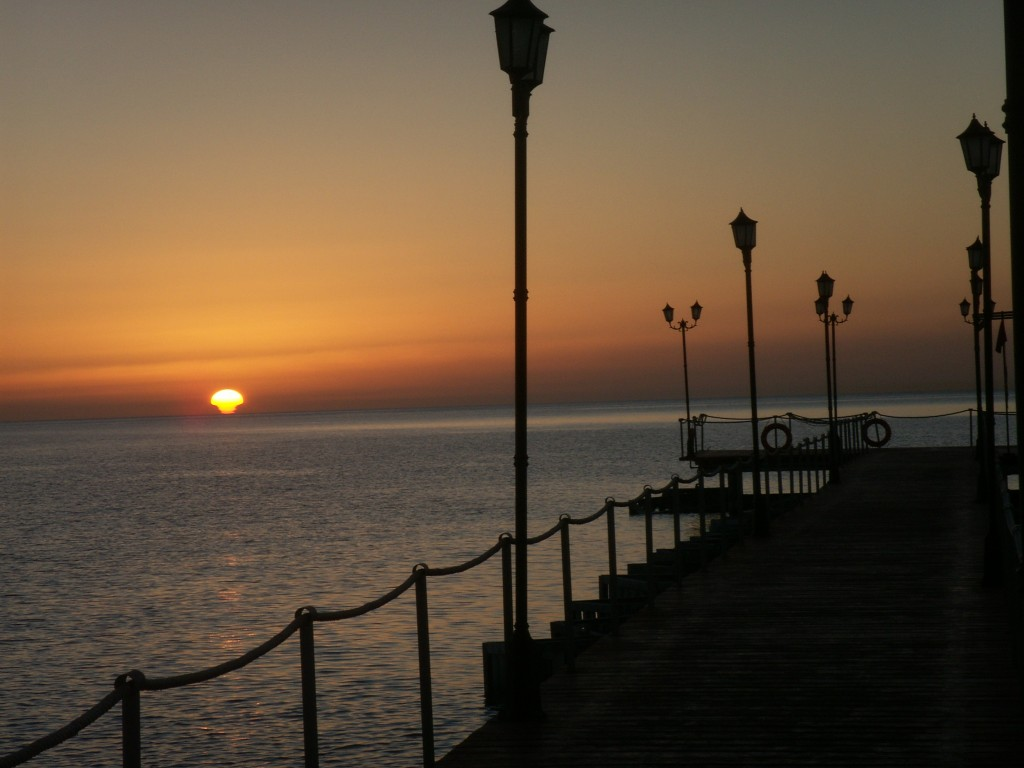
Molo w Kalawy Bay

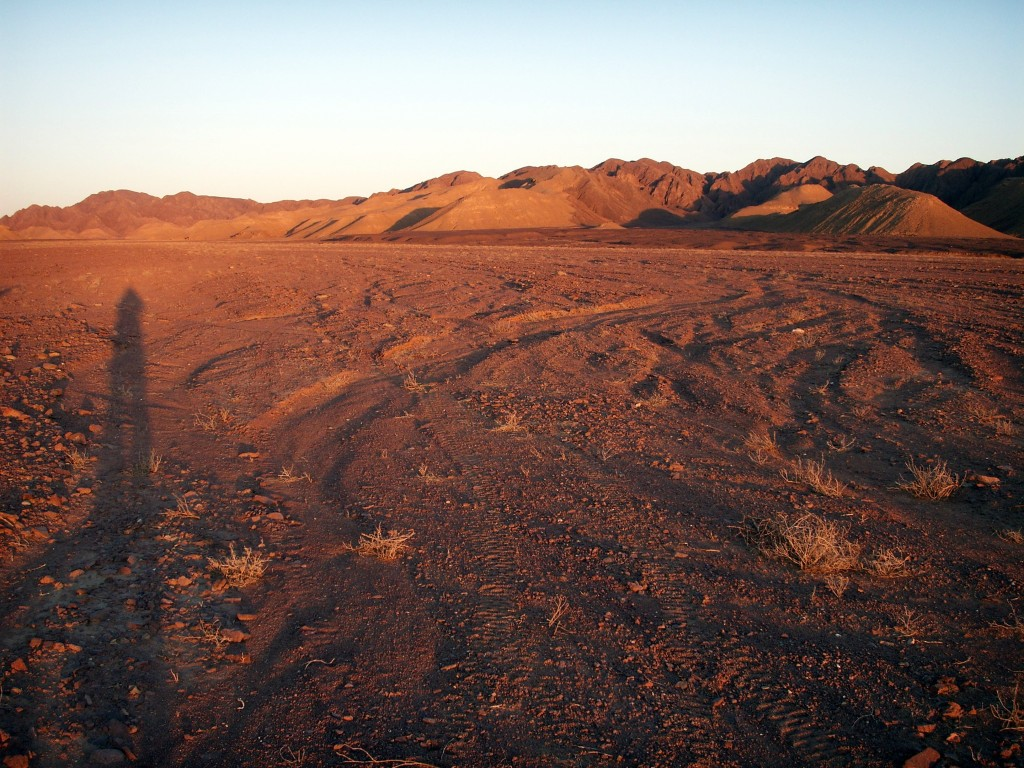
Pustynia Wschodnia w Kalawy Bay

Położona ok. 32 km na południe od Safadży.
Znajduje się tutaj piaszczysta plaża z 220-metrowym pomostem, który umożliwia bezpośredni dostęp do miejsc nurkowych na rafie koralowej, oraz otwarty w styczniu 2008 kompleks hotelowy Magic Life Kalawy Imperial o powierzchni ok. 117 tys. m² z budynkiem głównym i czternastoma 3-piętrowymi budynkami mieszkalnymi.